# Jorōgumo

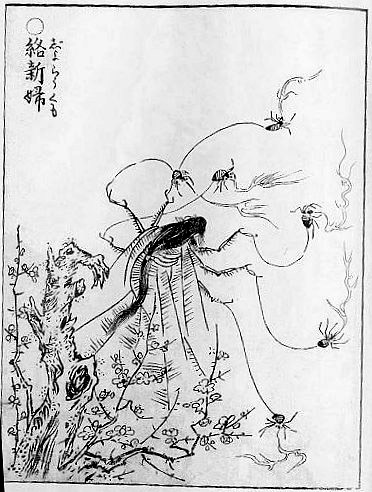
Representación de una jorōgumo en la Gazu Hyakki Yagyō, de Toriyama Sekien.

Jorōgumo (Kanji japonés: 絡新婦, Hiragana: じょろうぐも) es un tipo de yōkai, una criatura, fantasma o duende del folclore japonés, que cuenta con la capacidad de transformarse en una hermosa mujer, por lo que recibe los nombres de "esposa enrededora" y "araña prostituta". 
El nombre también se utiliza hoy en día para hacer referencia a algunas especies de arañas, como las de los géneros Nephila y Argiope, además de ser usado por los entomólogos japoneses en su forma katakana para referirse exclusivamente a la especie Nephila clavata. 

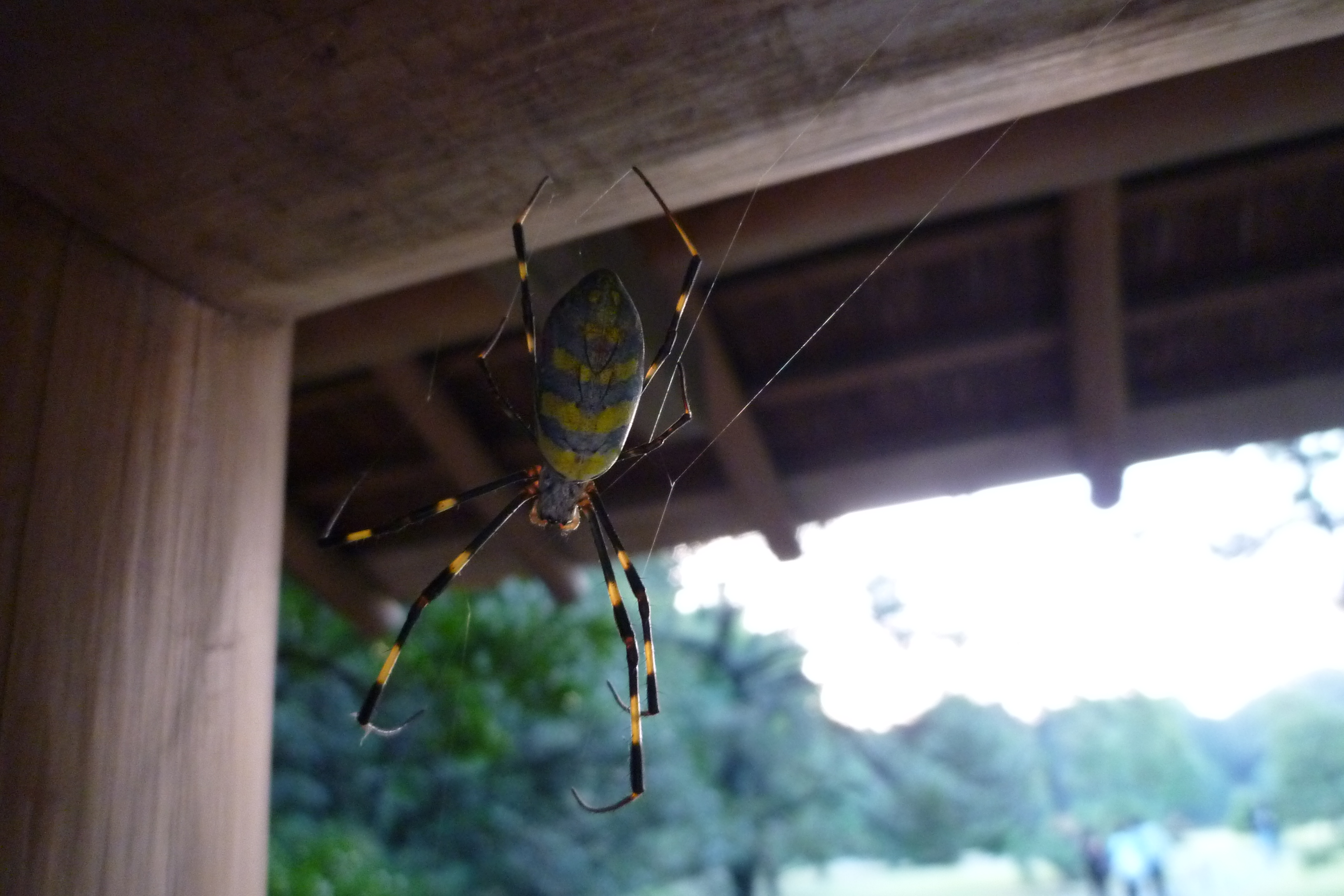
Nephila clavata o araña jorōgumo.

## Características
Una vez una araña de seda de oro alcanza los 400 años, desarrolla poderes mágicos y se alimenta de humanos en lugar de insectos, utilizando sus habilidades y astucia para atraer hombres jóvenes en busca del amor a sus nidos y devorarlos. Suelen habitar en cuevas, bosques o casas abandonadas dentro de las ciudades, y cuentan con un veneno con el que debilitan a su presa día tras día, saboreando su lenta y dolorosa muerte, además de una fuerte seda y la capacidad de controlar arañas menores, incluyendo unas capaces de escupir fuego. A lo largo del tiempo durante el que lleve a cabo su actividad, el hogar de la jorōgumo se llenará de los huesos de sus presas.

## Historias

### Las cataratas Jōren de Izu
Un hombre se encontraba tomando una siesta junto a las Cataratas Jōren, en la península de Izu, a pesar de ser avisado de no hacerlo, despertándose con unas telas de araña enredadas en su pie. Razona que esto ha sido obra de una araña de agua confundida, y mueve la tela a un árbol cercano, pero queda sorprendido cuando este es arrancado y arrastrado hacia el agua con gran fuerza. Tras el suceso, el hombre informa a los lugareños de lo ocurrido, que empiezan a evitar el lugar al considerar que está encantado.
Un día, un leñador forastero llega a la zona y pierde su hacha en el agua, pero una joven mujer hace acto de presencia y le devuelve su herramienta antes de desaparecer. Desde ese momento, el hombre comienza a frecuentar diariamente las cataratas para pasar el tiempo en la compañía de la mujer, pero su cuerpo se deteriora cuanto más tiempo pasa junto a ella. Un monje budista local se preocupa por su situación y le acompaña al lugar, recitando unos sutras una vez llegan. De repente, unas telarañas son lanzadas contra el monje, que logra repelerlas, y el leñador comprende que la doncella que ha estado visitando es en verdad una jorōgumo. Sin embargo, esto no le disuade, por lo que va a ver al espíritu superior de la montaña, un tengu, y le pide permiso para casarse con la criatura, pero este último se lo niega. Finalmente, decide volver a la catarata y lanzarse contra ella, quedando envuelto en telarañas, y desaparece.

### Taihei Hyakumonogatari
"Como Magoroku Fue Engañado por una Jorōgumo" (Magoroku Jorōgumo ni Taburakasareshi Koto, 孫六女郎蜘にたぶらかされし事). La historia comienza con Magoroku durmiendo en su veranda en Takada, Sakushu (actual Prefectura de Okayama), quien al despertarse se encuentra con una mujer en sus cincuenta. Esta le comenta que su hija se ha quedado prendada de él y le invita a su propiedad. Una vez allí, una joven mujer de 16 o 17 años le pide que se case con ella, pero Magoroku la rechaza al estar ya casado, sin embargo, la chica persiste. La joven anuncia que el hombre casi mató a su madre hace dos días, pero que aun así continuó visitándole, y que no sería capaz de dejar que sus emociones se quedasen en nada. Desconcertado, Magoroku huye, con la casa desapareciendo a medida que se aleja, hasta que se encuentra en su propio porche. Su esposa le asegura que ha estado durmiendo en la veranda todo el tiempo, por lo que el hombre concluye que se ha tratado de un sueño. Magoroku mira a su alrededor y observa una pequeña araña jorō que ha hecho una telaraña alrededor de los aleros, recordando como la ahuyentó dos días antes.

### Kashikobuchi, Sendai
Muchas zonas de Japón tienen una leyenda sobre gente arrastrada dentro de una catarata por una jorōgumo, además del uso de tocones como señuelos con los que engañar a la criatura. En la leyenda de Kashikobuchi, Sendai, una voz fue oída diciendo "ingenioso, ingenioso" (kashikoi, kashikoi), después de que un tocón fuera llevado hasta el interior del agua, por lo que se considera que este es el origen del nombre Kashikobuchi o "abismo ingenioso". La jorōgumo de Kabushikobuchi era venerada para evitar los desastres de agua, e incluso hoy en día se hay monumentos y torii con las palabras "Myōhō Kumo no Rei" (妙法蜘蛛之霊), grabadas.
Un día, una anguila que vivía en el abismo visitó a un hombre llamado Genbe y se transformó en una hermosa mujer. Le advirtió que la jorōgumo del abismo la atacaría al día siguiente, y que no sería capaz de igualarla en poder, por lo que deseaba la ayuda del hombre. Genbe le prometió que la ayudaría, pero cuando el momento llegó, se asustó y se encerró en su casa, causando que la anguila perdiese en su batalla contra la jorōgumo y que él muriese de locura.